# Tiempos locos
Tiempos locos (título original: Crazy Times) es un telefilme estadounidense del género drama de 1981, dirigido por Lee Philips, escrito por George Reeves, musicalizado por Peter Matz, en la fotografía estuvo Matthew F. Leonetti y los protagonistas son Michael Paré, David Caruso y Ray Liotta, entre otros. Este largometraje fue producido por Warner Bros. Television y se estrenó el 10 de abril de 1981.

## Sinopsis
Se centra en las hazañas de tres amigos adolescentes, quienes están pasando gratos momentos en Rockaway Beach, Nueva York; todo esto transcurre en el verano de 1955.